# Kurdština
Kurdština (kurdsky کوردی, kurdî nebo kurdkî) je soubor několika indoevropských jazyků patřících do íránské větve, resp. mezi severozápadní íránské jazyky. Moderní kurdština se dá rozdělit do tří skupin: kurmándží, sorání a jižní kurdštiny. Někdy se také z jižní kurdštiny vyděluje jazyk laki. Tyto jazyky či dialekty kurdštiny si nejsou vzájemně srozumitelné. Vzácněji se mezi kurdštinu řadí i jazyky zazaki a gorani, jejichž mluvčí se považují za etnické Kurdy, ale tyto jazyky jsou ostatním kurdským jazykům již jen vzdáleněji příbuzné. Oblasti, ve kterých se kurdština používá, jsou regiony východního Turecka, sever Sýrie, oblasti Iráku, Íránu a území bývalého Sovětského svazu. Nejrozšířenějším kurdským jazykem je kurmándží, které má kolem 20 milionů mluvčích.
Kurdština je (spolu s arabštinou) úředním jazykem v Iráku, naopak v Sýrii je zakázáno publikovat jakékoliv texty v kurdštině. Podobná omezení existovala do roku 2002 i v Turecku, bylo zde zakázáno užívat kurdštinu ve školství a v médiích; po zrušení těchto omezení ale byla kurdština experimentálně použita ve školství a v roce 2009 dokonce v Turecku vznikla celodenně vysílající televizní stanice v kurdštině.
Systém zápisu kurdštiny dosud není pevně stanoven a sjednocen. V Turecku se kurdština zapisuje latinkou tureckým pravopisem, v Íránu upravenou variantou arabského písma, v Iráku buď arabským písmem, nebo latinkou. V Sýrii se pro zápis kurdštiny rovněž používá latinka. Kurdové na území bývalého Sovětského svazu užívají většinou stále upravenou variantu cyrilice.
Mezi nejstarší literární díla v kurdštině patří Mishefa Reş, svatá kniha specificky kurdského náboženství jezídismu. V 15. století se začala rozvíjet kurdská poezie a specifický literární jazyk. V roce 1787 vydal italský misionář Maurizio Garzoni v italštině v Římě první gramatiku kurdštiny, čímž byl položen základ k vědeckému zkoumání kurdštiny z hlediska evropské lingvistiky.

## Vzorový text
Otče náš (modlitba Páně):
Bavê Me yê li esmanan, navê te pîroz be.
Bila paşatiya te be, daxwaza te be çawa li esmên,
Nanê me yê rojane bide me.
Deynên me bibexşîne, çawa ku em deyndarên xwe dibexşînin.
Û me nebe ceribandinê, lê me ji yê xirab xilas bike. Amîn.

### Všeobecná deklarace lidských práv
| kurdsky | Hemû mirov azad û di weqar û mafan de wekhev tên dinyayê. Ew xwedî hiş û şuûr in û divê li hember hev bi zihniyeteke bratiyê bilivin.      |
| česky   | Všichni lidé se rodí svobodní a sobě rovní co do důstojnosti a práv. Jsou nadáni rozumem a svědomím a mají spolu jednat v duchu bratrství. |